# Eurota (re della Laconia)
Secondo la Mitologia greca, Eurota in greco Εὐρώτας? fu un re della Laconia, figlio di re Milete e nipote di Lelego, antenato eponimo dei Lelegi. Non aveva eredi maschi, ma aveva una figlia di nome Sparta e sua moglie Clete. Eurota lasciò in eredità il regno a Lacedemone, il figlio di Taigete, da cui prende il nome il fiume Taigeto, e Zeus, secondo Pausania. Lacedemone sposò Sparta e ribattezzò lo stato dopo sua moglie.
Pausania dice: "Fu Eurota che incanalò l'acqua delle paludi dalle pianure tagliando verso il mare, e quando la terra fu prosciugata chiamò il fiume che era rimasto lì a scorrere Eurota." Il "taglio attraverso" è visto dal traduttore e commentatore di Pausania, Peter Levy, S.J., come spiegazione del canyon di Eurota (o Vrodamas), un burrone a nord di Skala dove il fiume taglia le colline del Taigeto dopo aver cambiato direzione ad ovest della valle.

## Varianti
La Biblioteca offre una leggera variante della generazione mitologica di Eurota: quest'ultimo è figlio di Lelego, nato nella terra e Cleocaria.

## Eurota nell'arte
Gli dei fluviali sono tipicamente rappresentati nell'arte greca, come soggetti delle monete, come figure con i corpi di toro e i volti umani. Se appare solo la faccia, potrebbero indossare le corna e avere capelli mossi o essere accompagnati dai pesci. Claudio Eliano afferma che l'Eurota e altri fiumi sono rappresentati come tori.